# Caimanera
Caimanera è un comune di Cuba, situato nella provincia di Guantánamo situato a poca distanza dalla Base navale di Guantánamo (Stati Uniti).